# Премія НАН України імені М. П. Василенка
Премія НАН України імені М. П. Василенка — нагорода Національної академії наук України вченим за видатні наукові праці в галузі держави і права України. Заснована 1991 р.; названа на честь видатного українського історика права, академіка Миколи Прокоповича Василенка.
Рішення про присудження премії приймається Президією НАН України на підставі рекомендацій бюро відділень Академії (Відділення історії, філософії та права НАН України).
Особам, які відзначені премією імені М. П. Василенка, вручають відповідний диплом. Повідомлення про присудження премії публікується в журналі «Вісник Національної академії наук України».